# 陳孟秀
陳孟秀，台灣政治人物、商務律師、人權律師、女性主義者、瑜珈師，現為時代力量黨員，曾為時代力量秘書長、時代力量決策委員。出生於彰化縣北斗鎮，高中就讀彰化女中，並於文化大學取得法學學士、碩士，師承政治大學廖元豪教授。
陳孟秀長期投身女性主義、犯罪被害人保護、人權議題、婚姻平權、商業法律、重大犯罪領域，現為大恆國際法律事務所主持律師、全國律師聯合會理事、台北律師公會犯罪被害人保護委員會主任委員等職位。

## 經歷
陳孟秀出生於彰化，擔任律師後隨即投入樂生療養院舊院區保留運動，並接下樂生相關環評及抗爭案件義務律師，至今十數年。共同發起臺北市藝術統合教育研究會，協助整合藝術與特教及各相關領域，研發教育活動來服務身心障礙兒童與青少年。
2014年，參與太陽花運動，擔任318學運義務律師團成員，後亦擔任關廠工人案、Hydis抗爭等案件義務律師。2015年，因邱顯智投入新竹市立法委員選舉，為其號召律師團、助選而結識邱顯智。
2016年，擔任小燈泡案件父母的義務律師（告訴代理人），並投身犯罪被害人保護領域，為犯罪被害人及家屬發聲。長期支持婚姻平權，因民間司法改革基金會董事長林永頌於有話好說節目反同言論、不滿後續民間司法改革基金會處理方式而辭職該會常務執行委員。
2017年，當選台北律師公會理事，並身兼犯罪被害人保護委員會主任委員。創立大恆國際法律事務所，為合夥人之一，主要專長為：公司上市櫃/經營權/企業商務法律、公共工程案件、醫療糾紛、勞資糾紛、行政/稅務訴訟、協商/談判、契約撰寫及審閱、文創/新創產業實務、重大金融犯罪、一般民事/刑事/家事訴訟、犯罪被害人保護、兩岸法律事務。
2019年3月1日，應時代力量黨主席邱顯智多次邀約，出任時代力量秘書長一職。後與邱顯智同進退辭去秘書長一職。
2020年，投入律師制度改革並宣布參選第一屆全國律師聯合會理事，期待上任能修改律師法，實踐「單一入會，全國執業」之理念，讓世代正義真正落實在律師制度中。陳孟秀認為律師改革也是司法改革的一環，一定要有多元扎實的律師訓練、健康開闊的律師執業環境，才能讓在野法曹們一起打造值得人民信賴的司法。並於2020年8月15日，當選全國律師聯合會理事。
2022年11月，因時代力量市議員選舉不如預期，與邱顯智、王婉諭、曾威凱、李兆立、廖子齊共同辭去時代力量決策委員身分，並召開記者會呼籲黨主席陳椒華應該集體總辭以示負責。
2024年11月，與邱顯智律師、陳雨凡律師、賴中強律師、王婉諭主席等人出席參加「1116反對憲法法庭，律師界守護憲法」遊行，並上台發言。
2024年12月，與邱顯智律師、李宣毅律師、劉育承律師、劉繼蔚律師、錢建榮律師，擔任陳梅慧家屬委任律師並代發聲明。

## 參看
- 時代力量

## 外部連結
- .   [2019-04-04]. （原始内容存档于2019-04-04）.
- 陳孟秀的Facebook專頁
- .   [2019-08-24]. （原始内容存档于2019-08-24）.

| 政党职务      | 政党职务                                          | 政党职务      |
| ------------- | ------------------------------------------------- | ------------- |
| 時代力量      |                                                   |               |
| 前任： 陳惠敏 | 時代力量秘書長 第二任 2019年3月1日－2019年8月29日 | 繼任： 吳佩芸 |